# Вісенте Лусіо Саласар
Вісенте Лусіо Саласар (20 грудня 1832 — 14 лютого 1896) — еквадорський політик, тимчасово виконував обов'язки президента країни з квітня до червня 1895 року, також з 1894 року обіймав посаду віце-президента.